# Кульчицький Костянтин Іванович
Костянтин Іванович Кульчицький (9 липня 1922, Миколаїв — 18 листопада 1997, Київ) — український радянський науковець, лікар-морфолог, педагог, академік, засновник Національної академії педагогічних наук України, топографоанатом, доктор медичних наук, професор, Заслужений діяч науки і техніки УРСР, лауреат Державної премії УРСР в галузі науки і техніки. Представник роду Кульчицьких[джерело?].

## Біографія
Народився 9 липня 1922 року у Миколаєві, в сім'ї військовослужбовця-авіатора. Випускник Київського медичного інституту імені академіка О. О. Богомольця, учень школи С. Т. Новицького і Б. О. Долго-Сабурова.

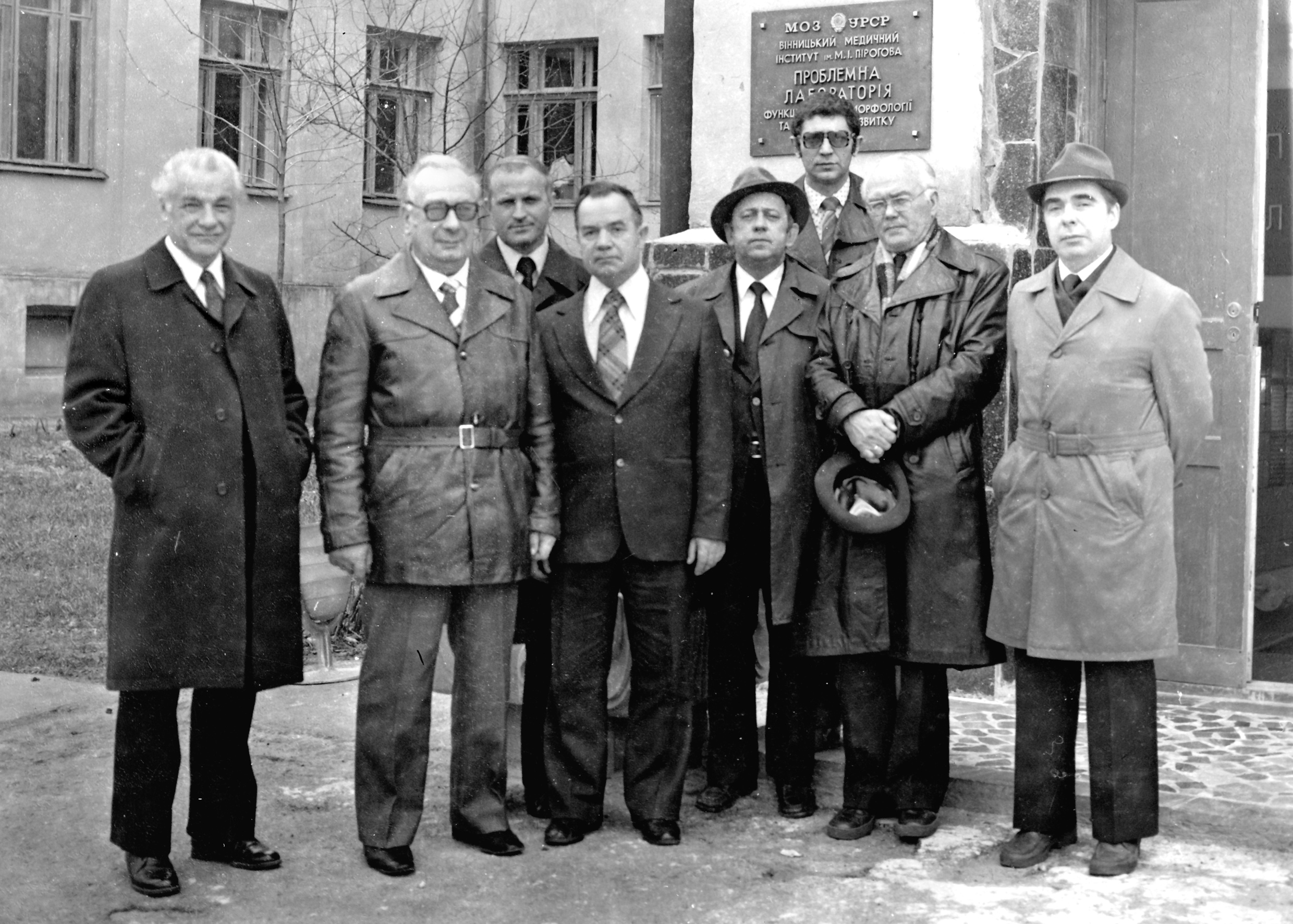
Кульчицький серед інших науковців, другий праворуч

З початком німецько-радянської війни студенти перших курсів, і в їх числі Кость Кульчицький, були мобілізовані на будівництво оборонних споруд навколо Києва. Наслідком праці сотень людей стало створення другої і третьої ліній оборони Києва. Надалі, за участь в оборонних роботах, К. Кульчицький був нагороджений радянською владою медаллю «За оборону Києва». У зв'язку з ускладненням обстановки на фронті, в середині липня почалася евакуація викладачів і студентів Київського медінституту до Харкова, а в подальшому — до Челябінська. Був створений один факультет, на якому прискореними темпами готувалися лікарі для фронту. Це вже був не той романтичний і наївний юнак, Кость Кульчицький, який зіграв у 1936 році Тома Соєра в однойменному фільмі Лазаря Френкеля і Гліба Затворницького. У цей період життя і роботи на межі можливостей, К. І. Кульчицький став лідером студентів-медиків. Він відмінно вчився, виявив наполегливість в оволодінні технікою хірургічних втручань, працював у військових шпиталях, допомагав в організації роботи, навчання та побуту студентів Київського медичного інституту. Серед друзів Костянтина Івановича були Б. В. Епштейн, О. П. Ромоданов, М. Н. Умовіст, І. М. Трахтенберг, А. Л. Духін та інші.
Після захоплення Києва Червоною Армією та відновлення радянської окупації в Україні, почалася реевакуація КМІ з глибокого тилу. Основний контингент студентів і викладачів повернувся з Челябінська в липні-серпні 1944 року. У 1944 році К. І. Кульчицький закінчив з відзнакою Київський медичний інститут і призначений на посаду асистента кафедри оперативної хірургії і топографічної анатомії. У цей період на чолі кафедри стояв професор Софрон Терентійович Новицький (1892—1957). Під керівництвом проф. С. Т. Новицького в тому ж 1948 році він виконав кандидатську дисертацію «До хірургічної анатомії підшлункової залози». У результаті кропітких досліджень молодого науковця встановлені особливості топографії підшлункової залози, варіанти мінливості кровопостачання органу та оперативних доступів до нього.
У період 1963–1995 років — очолював кафедру оперативної хірургії і топографічної анатомії Київського медичного інституту. Професор К. І. Кульчицький завідував цією кафедрою протягом 31 року. Активно розвивав науковий напрямок — експериментальне моделювання в хірургії. Костянтин Іванович був провідним фахівцем в області оперативної хірургії і топографічної анатомії. Основним напрямком його наукових пошуків була експериментальна морфологія. Він стояв біля витоків створення одного з розділів цієї науки — експериментального моделювання патологічних станів з подальшою хірургічної корекцією.

Могила Костянтина Кульчицького

Помер у 75-річному віці 18 листопада 1997 року. Похований у Києві на Байковому кладовищі (ділянка № 49а, 50°24′59.23″ пн. ш. 30°30′5.4″ сх. д. / 50.4164528° пн. ш. 30.501500° сх. д.).

## Наукова діяльність
Наукові роботи присвячені вивченню морфології та морфофункціонального обґрунтування оперативних втручань на органах шлунково-кишкового тракту, серці, магістральних судинах і нервах. Видав підручник для студентів медичних інститутів «Оперативна хірургія та топографічна анатомія».
Наукова робота кафедри оперативної хірургії і топографічної анатомії концентрувалася на проблемах хірургії органів травлення і серцево-судинної систем. Розвивалися комплексні наукові розробки з провідними установами Академії наук України та Академії медичних наук України: інститутом серцево-судинної хірургії, інститутом електрозварювання, інститутом проблем матеріалознавства, інститутом кардіології, інститутом кібернетики та інститутом нейрохірургії.
Костянтин Іванович брав активну участь у підборі кадрів для своєї кафедри. Колектив співробітників поповнився молодими фахівцями. З ентузіазмом, під керівництвом професора К. І. Кульчицького, обдарована молодь вивчала різні аспекти хірургічних втручань шляхом експериментальних досліджень. Під його керівництвом виконано 41 кандидатську дисертацію, він був науковим консультантом у 12 докторських дисертаціях. Серед його учнів завідувачі кафедрами НМУ та інших вищих медичних закладів України, керівники відділів, лабораторій, відділень, визнані науковці, педагоги, лікарі. Результати наукових досліджень академіка К. І. Кульчицького викладені більш ніж у 300 друкованих роботах, в тому числі 12 монографіях. Близько 20 робіт українського науковця видано за кордоном.
Брав участь у роботі Всесвітніх та Європейських конгресах морфологів. Він учасник всіх міжнародних інтернаціональних конгресів, починаючи з V (1960 рік, Нью-Йорк, США). К. І. Кульчицький виступав з доповідями в США, Японії, Мексиці, Чехословаччині, Австрії, Швейцарії, Болгарії. Костянтин Іванович сприяв визнанню української морфології на світовому рівні. Його наукова і дослідницька діяльність були відзначені почесними дипломами товариств морфологів Мексики, Чехословаччини, Росії. Професор К. І. Кульчицький учасник V, VI, VII, VIII, IX, X Всесоюзних з'їздів, I і II українських з'їздів, Почесний голова Другого Українського Республіканського з'їзду анатомів, гістологів, ембріологів. Костянтин Іванович Кульчицький, дотримуючись традицій М. І. Пирогова, широко популяризував розвиток морфології як базисної науки для хірургів. Історії морфології присвячені три монографії професора:
- «М. С. Спіров» (разом з Л. В. Чернишенко),
- «В. П. Воробйов» (разом із С. В. Бобін і М. П. Бурих),
- «М. І. Пирогов у садибі Вишня» (разом з П. А. Кланца і Г. С. Собчук).

Багато часу на кафедрі, керованій К. І. Кульчицьким, приділяється навчально-методичної та виховної роботи зі студентами. Вихователь і педагог, блискучий лектор проф. Костянтин Іванович Кульчицький користувався величезним авторитетом серед студентів Київського медичного інституту. Йому було присвоєно почесне звання Заслужений діяч науки УРСР, він лауреат Державної премії з науки і техніки, лауреат наукової премії АН УРСР ім. О. О. Богомольця, почесний член Болгарського наукового товариства морфологів.
Кульчицький багато віддавав часу і сил організаційних питань. Він був членом Президії Всесоюзного наукового товариства анатомів, гістологів, ембріологів. Протягом 25 років обіймав посаду Голови Українського товариства морфологів, був членом Президії наукових медичних товариств Україні. Входив до складу редколегій журналів «Архів анатомії, гістології, ембріології», «Клінічна хірургія». Протягом ряду років працював членом експертної Ради ВАК СРСР, виконував обов'язки заступника голови Спеціалізованої Ради «Морфологія» з присудження наукових ступенів кандидата та доктороа медичних наук. Костянтин Іванович довгі роки був головою апробаційної Вченої Ради Київського медичного інституту. Протягом шести років працював проректором КМІ з навчальної роботи. Під керівництвом академіка АМН СРСР С. С. Дебова К. І. Кульчицький брав участь у ребальзамацій тіла видатного хірурга М. І. Пирогова та у відновленні Музею М. І. Пирогова у садибі Вишня під Вінницею. До останніх днів свого яскравого і плідного життя на благо української науки Костянтин Іванович Завдяки К. І. Кульчицькому, кафедра, на якій працювали В. О. Караваєв, О. Х. Рінек, Ю. К. Шимановський, П. І. Морозов, В. Д. Добромислов, І. В. Студзинський та інші видатні хірурги, займала почесне місце серед інших кафедр Національного медичного університету.

## Наукова школа
Загалом Костянтин Іванович був науковим консультантом 10 докторських дисертацій і науковим керівником 47 кандидатських дисертацій. Його учнями є:
- Доктори медичних наук:
Бобрик Іван Іванович — заслужений діяч науки і техніки УРСР, член-кореспондент Академії педагогічних наук України, професор, завідувач кафедри анатомії Київського медичного інституту — Національного медичного університету імені О. О. Богомольця (1978—2004);
Ковальський Михайло Павлович — морфолог, науковець у галузі експериментальної хірургії, педагог, професор, завідувач кафедри оперативної хірургії та топографічної анатомії Національного медичного університету імені О. О. Богомольця (1992—2012);
Горбатюк Дем'ян Лаврентійович — професор.
- Кандидати медичних наук:
Ніяздурдиєв Тойлє Гашаєвич — морфолог, науковець у галузі експериментальної хірургії, педагог;
Кобзар Олександр Борисович — лікар-дослідник, морфолог, що працює в галузі оперативної хірургії і топографічної анатомії, хірургії, анатомії людини, експериментальної морфології, широко знаний у вузьких колах педагог, доцент кафедри оперативної хірургії та топографічної анатомії Національного медичного університету імені О. О. Богомольця;
Дітковський Анатолій Павлович — лікар-хірург, вчений-морфолог, представник української школи лімфологів, відомий педагог у галузі викладання оперативної хірургії та топографічної анатомії (55 років стажу з 1964 по 2019 рр.), доцент;
Щитов Володимир Сильвестрович — доцент;
Хворостяна Тетяна Трохимівна — доцент;
Радомська Наталія Юріївна — доцент;
Дорошенко Станіслав Володимирович — доцент;
Пархоменко Марина Всеволодівна — доцент;
Первак Ігор Леонідович — доцент;
Чешук Валерій Євгенович — доцент, згодом доктор медичних наук, професор кафедри онкології НМУ;
Зоценко Анатолій Миколайович — лікар-дослідник, педагог.

## Пам'ятні дати з життя
- 1936 — зіграв роль Тома Соєра в однойменному фільмі;
- 1948 — кандидатська дисертація «До хірургічної анатомії підшлункової залози»;
- 1962 — докторська дисертація «Кровоносні судини і нервові апарати серця в умовах експериментальної патології»;
- 1963 — очолив кафедру оперативної хірургії і топографічної анатомії Київського медичного інституту;
- 1972 — став головою Українського товариства анатомів, гістологів, ембріологів та топографоанатомів;
- 1983 — лауреат Державної премії з науки і техніки;
- 1993 — академік Академії педагогічних наук України.

## Вшанування пам'яті
Рішенням Київської міської ради К. І. Кульчицькому встановлено меморіальну дошку на будинку, де він мешкав по вулиці Кониського, 83/85.